# 三戸呂拓也
三戸呂 拓也（みとろ たくや、1984年 - ）は、日本の登山家。長野県大町市生まれ。

## 概要
2003年4月、明治大学理工学部入学。山岳部に所属し、のちに主将を務める。2008年9月、日本クーラカンリ登山隊(加藤慶信,有村哲史,中村進,高橋和弘,桜井孝憲,志賀尚子,三戸呂拓也)に最年少で参加したが、10月1日に加藤慶信,有村哲史,中村進の3名が雪崩に巻き込まれて死亡するという事故が発生し、登山計画が中止となった。2009年3月、アイスクライミング中に滑落、左足首を骨折。
2009年3月、大学卒業。1年間江東区立深川第八中学校にて数学講師を勤めた。その後、ミウラ・ドルフィンズのスタッフとして働き始める。勤務の傍ら、海外高峰の登山を続ける。
2013年以降、バラエティ番組『世界の果てまでイッテQ!』（日本テレビ）登山部シリーズにサポートスタッフとして参加。
2013年5月、ミウラエベレスト2013隊にサポートスタッフとして参加。このとき三浦雄一郎はエベレスト登頂世界最高齢記録更新(80歳223日)。
2014年4月、『世界の果てまでイッテQ!』イモトアヤコエベレスト登山企画に参加して現地入りしていたが
、大規模な雪崩が発生したために企画自体が中止となった。
2014年、ドキュメンタリー番組『グレートトラバース』（NHK BSプレミアム）田中陽希日本百名山一筆書きに撮影スタッフとして同行。翌年、続編の日本二百名山一筆書きにも撮影スタッフとして同行。2018年、続編の日本三百名山一筆書きにも撮影スタッフとして同行、2021年三百名山踏破後のスペシャル番組では撮影の舞台裏を紹介する形で出演する。
2021年12月17日、パキスタン北部カラコルム山脈の未踏峰(6,020m)に平出和也と共に初登頂。登頂後、この未踏峰に過去挑戦した登山隊の現地ハイポーターで遭難死したサミ ウッラー カーンに由来してサミサールと命名した。資料では標高6,020mだったが、高度計は6,380mを示していた。

## 経歴
- 1984年 - 長野県大町市に生まれる。
- 2000年4月1日 - 長野県大町高等学校入学。山岳部に所属。
- 2003年4月1日 - 明治大学理工学部入学。山岳部に所属。
- 2009年3月31日 - 明治大学卒業。
- 2010年 - マッキンリー(6,190m/アメリカ)登頂。
- 2010年 - エルブルース(5,642m/ロシア)登頂。
- 2011年6月6日 - マッキンリー(6,190m/アメリカ)登頂。(明治大学マッキンリー登山隊2011:三谷統一郎,三戸呂拓也他5名)[7]
- 2011年 - アコンカグア(6,960m/アルゼンチン)登頂。
- 2011年8月4日 - ヤズィックアグル(未踏峰/6,770m/中国新疆ウイグル自治区)初登頂。(信高山岳会:松田大,大西浩,久根敏,佐藤勝,三戸呂拓也)[8]
- 2012年2月 - キリマンジャロ(5,985m/タンザニア)登頂。
- 2012年8月 - ハン・テングリ(7,010m)登頂。(NHKグレートサミット撮影隊:平出和也,三戸呂拓也,アレキサンダー・クデリゲ)。
- 2013年10月2日 - マナスル(8,163m/ネパール)登頂。(世界の果てまでイッテQ!登山部隊:角谷道弘,イモトアヤコ,貫田宗男,奥田仁一,中島健郎,三戸呂拓也,大城和恵,門谷優,廣瀬あかり,石崎史郎,藤野研介,小野寺健)[9]
- 2015年6月21日 - マッキンリー(6,190m/アメリカ)登頂。(世界の果てまでイッテQ!登山部隊：角谷道弘,イモトアヤコ,貫田宗男,奥田仁一,榊原喜彦,中島健郎,三戸呂拓也,中村俊啓,飯田祐一郎,石井邦彦,門谷優,廣瀬あかり,石崎史郎,藤野研介,小野寺健)[10]
- 2015年10月29日 - アピ(7,132m/ネパール)登頂。(JAPAN API EXPEDITION TEAM:平出和也,中島健郎,三戸呂拓也)[11]
- 2021年12月17日 - サミサール(未踏峰/6,020m/パキスタン)初登頂(平出和也,三戸呂拓也)。資料では6,020mだったが、高度計は6,380mを示していた。

## メディア出演
- 「世界の名峰グレートサミッツ」世界最高のクライマー"シルクロードの王"を撮る～中央アジアハン・テングリ～（2013年1月14日、NHK BSプレミアム）
- 世界の果てまでイッテQ!（日本テレビ）
  - 八ヶ岳南沢大滝（2013年4月21日）[12]
  - 槍ヶ岳夏山合宿（2013年9月22日）[13]
  - マナスル登山（2013年11月10日）[9]
  - イッテQ!登山部世界最高峰エベレストへの挑戦～その一部始終～ （2014年5月18日）[4]
  - 登山部マッキンリー登頂プロジェクト（2015年7月26日）[10]
- にっぽん百名山
  - 鹿島槍ヶ岳（2017年10月9日、NHK BSプレミアム）[14]
  - スペシャル バディー登山 穂高連峰の大岩壁「滝谷」（2022年7月9日、NHK BSプレミアム/NHK-BS4K）[15]
- グレートトラバース３ 日本三百名山全山人力踏破 達成スペシャル（2021年12月29日、NHK BSプレミアム）[16]
- もう一度、あの高みへ 〜登山家 平出和也 再起をかけた挑戦〜（2023年2月25日、NHK BSプレミアム ）
- ヒマラヤの“青き山”へ 〜ニルギリ 未踏ルートに挑む〜（2025年2月1日、NHK BS）[17]